# Giuseppe Farina
Emilio Giuseppe »Nino« Farina, italijanski dirkač Formule 1, * 30. oktober 1906, Torino, Italija, † 30. junij 1966, Chambery, Francija.
Emilio Giuseppe Farina, bolj znan kot Nino Farina, je pokojni dirkač Formule 1, sploh prvi svetovni prvak v zgodovini Formule 1, saj je zmagal v premierni sezoni 1950 po težkem boju z Juanon Manuelom Fangiom in odločitvi na zadnji dirki za tri točke. Znan je tudi po svojem straight-arm dirkaškem stilu, ki so ga posnemali številni kasnejši dirkači.

## Življenjepis
Nino Farina se je rodil 30. oktobra 1906 v italijanskem mestu Torino. Bil je doktor inženirstva in nečak Pinina Farine, šefa tovarne avtobusov. Začel je na gorskih dirkah, kasneje pa mu je uspelo priti do sedeža pri Maseratiju. Večje dirkaške uspehe pa je začel dosegati šele ob prestopu v Alfo Romeo, kjer je bil drugi dirkač ob znamenitem Taziu Nuvolariju. V prvi polovici tridesetih let je zmagal na več manjših dirkah v razredu Voiturette, s čimer si je zagotovil trikratni zaporedni naslov italijanskega prvaka. Prvič je na pomembnejši dirki nastopil v sezoni 1935, ko je na prvenstveni dirki za Veliko nagrado Švice zasedel osmo mesto. V sezoni 1936 je nastopil na treh prvenstvenih dirkah, a na vseh odstopil, v sezoni 1937 pa je na štirih prvenstvenih dirkah ob treh odstopih dosegel šesto mesto na dirki za Veliko nagrado Monaka, ob tem pa je dosegel še prvo pomembnejšo zmago na dirki za Veliko nagrado Neaplja, kjer je dirkal skupaj s Carlom Felicejem Trossijem. V sezoni 1938 je nastopil na treh prvenstvenih dirkah in ob enem odstopu dosegel peto mesto na dirki za Veliko nagrado Švice in drugo mesto na domači dirki za Veliko nagrado Italije, kar je eden največjih uspehov v njegovi dotedanji karieri. V sezoni 1939 je na dveh prvenstvenih dirkah uvrstitev dosegel le na dirki za Veliko nagrado Švice, kjer je bil sedmi, v sezoni 1940, pa je zmagal na dirki za Veliko nagrado Tripolija. Toda ravno, ko je začel dosegati vidnejše uspehe, je izbruhnila druga svetovna vojna in na naslednjo pomembnejšo zmago je moral čakati kar osem let. Po koncu vojne je privatnim Maseratijem Farina zmagal na dirki za Veliko nagrado Monaka v sezoni 1948, v kateri je slavil še na dirki Nations Grand Prix in  dirki za Veliko nagrado Penya Rhina. V sezoni 1949 pa je edino zmago dosegel na dirki za Veliko nagrado Lausanne.
V sezoni 1950 je FIA ustanovila prvenstvo Formule 1, Farina pa je dirkal ob Juanu Manuelu Fangiu in Luigiju Fagioliju v dominantnem dirkalniku Alfa Romeo Alfetta. Naslov prvaka, ki je pomenil vrhunec njegove dirkaške kariere, je osvojil po težkem boju z Fangiem, ki ga je premagal le za tri točke, oba pa sta zbrala po tri zmage. Odločitev je padla šele na zadnji dirki sezone za Veliko nagrado Italije, kjer je Farina zmagal, Fangio pa odstopil zaradi okvare menjalnika. Prav tako je dosegel zgodovinsko prvo zmago na prvi dirki za Veliko nagrado v prvenstvu Formule 1 in sicer na Veliki nagradi Velike Britanije 1950.
V sezoni 1951 se ni več mogel kosati s Fangiem, edino zmago je dosegel na dirki za Veliko nagrado Belgije, ob tem pa je dosegel še tri tretja mesta ter več zmag na neprvenstvenih dirkah. Pred sezono 1952 je prestopil v Ferrari, kjer pa ni bil kos mlademu Albertu Ascariju, ki je osvojil dva zaporedna naslova prvaka, Farina pa je v dveh sezonah dosegel le eno zmago na dirki za Veliko nagrado Nemčije 1953, kar je njegova zadnja zmaga kariere, in osem uvrstitev na stopničke. V sezoni 1953 je skupaj z Mikom Hawthornom zmagal tudi na dirki za 24 ur Spaja.  V začetku sezoni 1954 pa je po zmagi na dirki za 1000 km Buenos Airesa doživel na dirki v Monzi hujšo nesrečo. Poskušal se je vrniti v naslednji sezoni 1955, toda osvojil je le nekaj prvenstvenih točk, po koncu sezone pa se je umaknil iz Formule 1.
Leta 1956 je tekmoval tudi na dirki Indianapolis 500, kjer je odstopil zaradi trčenja, ponovno pa se je huje poškodoval na manjši dirki v Monzi. Naslednje leto je ponovno poskušal na dirki Indianapolis 500, toda zaradi smrtne nesreče dirkaškega kolega z njegovim dirkalnikom, se je Farina umaknil z dirke in upokojil kot dirkač.
Farina je bil znan po svojem dirkaškem stilu in inteligenci, toda tudi trmi in neupoštevanju sotekmovalcev na progi. Bil je udeležen v smrtnih nesrečah Marcela Lehouxa na dirki Grand Prix de Deauville v sezoni 1936 in Lászla Hartmanna na dirki za Veliko nagrado Tripolija v sezoni 1938. Ironično je po vseh nesrečah, ki jih je na dirkah preživel, umrl v prometni nesreči pri francoskem mestu Chambery, ko se je peljal na ogled dirke za Veliko nagrado Francije v sezoni 1966.

## Popolni rezultati Formule 1
(legenda) (odebeljene dirke pomenijo najboljši štartni položaj, poševne pa najhitrejši krog, †-uvrščen kljub odstopu)
| Leto | Moštvo           | Šasija            | Motor                 | 1       | 2       | 3       | 4       | 5      | 6       | 7       | 8     | 9     | Prv | Toč     |
| ---- | ---------------- | ----------------- | --------------------- | ------- | ------- | ------- | ------- | ------ | ------- | ------- | ----- | ----- | --- | ------- |
| 1950 | Alfa Romeo SpA   | Alfa Romeo 158/50 | Alfa Romeo Straight-8 | VB 1    | MON Ret | 500     | ŠVI 1   | BEL 4  | FRA Ret | ITA 1   |       |       | 1.  | 30      |
| 1951 | Alfa Romeo SpA   | Alfa Romeo 159A   | Alfa Romeo Straight-8 | ŠVI 3   | 500     | BEL 1   | FRA 5   |        |         |         |       |       | 4.  | 19 (22) |
| 1951 | Alfa Romeo SpA   | Alfa Romeo 159B   | Alfa Romeo Straight-8 |         |         |         |         | VB Ret | NEM Ret |         |       |       | 4.  | 19 (22) |
| 1951 | Alfa Romeo SpA   | Alfa Romeo 159M   | Alfa Romeo Straight-8 |         |         |         |         |        |         | ITA 3   | ŠPA 3 |       | 4.  | 19 (22) |
| 1952 | Scuderia Ferrari | Ferrari 500       | Ferrari Straight-4    | ŠVI Ret | 500     | BEL 2   | FRA 2   | VB 6   | NEM 2   | NIZ 2   | ITA 4 |       | 2.  | 24 (27) |
| 1953 | Scuderia Ferrari | Ferrari 500       | Ferrari Straight-4    | ARG Ret | 500     | NIZ 2   | BEL Ret | FRA 5  | VB 3    | NEM 1   | ŠVI 2 | ITA 2 | 3.  | 26 (32) |
| 1954 | Scuderia Ferrari | Ferrari 625       | Ferrari Straight-4    | ARG 2   | 500     |         | FRA     | VB     | NEM     | ŠVI     | ITA   | ŠPA   | 8.  | 6       |
| 1954 | Scuderia Ferrari | Ferrari 553       | Ferrari Straight-4    |         |         | BEL Ret |         |        |         |         |       |       | 8.  | 6       |
| 1955 | Scuderia Ferrari | Ferrari 625/555   | Ferrari Straight-4    | ARG 2+3 |         |         |         |        |         |         |       |       | 5.  | 10.33   |
| 1955 | Scuderia Ferrari | Ferrari 625       | Ferrari Straight-4    |         | MON 4   |         |         |        |         |         |       |       | 5.  | 10.33   |
| 1955 | Scuderia Ferrari | Ferrari 555       | Ferrari Straight-4    |         |         | 500     | BEL 3   |        |         |         |       |       | 5.  | 10.33   |
| 1955 | Scuderia Ferrari | Lancia D50        | Lancia V8             |         |         |         |         | NIZ    | VB      | ITA DNS |       |       | 5.  | 10.33   |